# Jorge Humberto Pinzon
Jorge Humberto Pinzón Malagón (født 10. januar 1968 i Moniquirá, Boyacá, Colombia) er en colombiansk komponist, professor, oboist, pianist og lærer.
Pinzón begyndte at studerede obo, klaver og musikteori på Escuela Superior de Música de Tunja i 1981, og i 1987 blev han pianist for den klassisk musikklassiske ballet Incolballet og lærer og  professor i musikteori og harmonilære ved Antonio María Valencia Musikkonservatoriet i Cali. Han har som komponist skrevet tre symfonier, orkesterværker, kammermusik, koncertmusik, rapsodier, suiter, opera, og solostykker for mange instrumenter etc. Pinzón kom senere på et stipendium til Moskva hvor han studerede komposition, obo og klaver videre på Tjajkovskij Musikkonservatoriet. Han blev ansat som første oboist i Lima Filharmoniske Orkester i 1994. Pinzón kom tilbage til Colombia i 1995, og har siden 2003 været leder af afdelingen for komposition, teori og orkestrering ved Musikfakultetet ved Juan N. Corpas Universitetet i Bogotá. 

## Udvalgte værker
- Symfoni nr. 1 "Tyr" (2009) - for strygeorkester
- Symfoni nr. 2 "Pachamamaen" (2015) - for orkester
- Symfoni nr. 3 "Cygnus" (2017) - for strygeorkester
- Symfonisk refleksion (2001) - for orkester
- Fabel om nisser (2000) - for orkester
- Obokoncert (2017) - for obo og orkester
- Trombonekoncert (2005) - for trombone og orkester
- Serpentes (2017) - for klarinet og klaver
- Violinkoncert "Stenbukken" (2001) - for violin og orkester
- Rapsodi til de fire elementer (2018) - for cello og strygeorkester
- En anarkists død ved et uheld (2013) - kammeropera